# Érythrée aux Jeux olympiques d'été de 2016
L'Érythrée participe aux Jeux olympiques d'été de 2016 à Rio de Janeiro au Brésil du 27 juillet au 12 août 2016. Il s'agit de sa 5e participation à des Jeux d'été.

## Athlétisme

### Hommes

#### Course
| Athlètes              | Compétitions         | Série          | Série | Demi-finales | Demi-finales | Finale          | Finale  |
| Athlètes              | Compétitions         | Temps          | Rang  | Temps        | Rang         | Temps           | Rang    |
| --------------------- | -------------------- | -------------- | ----- | ------------ | ------------ | --------------- | ------- |
| Abrar Osman           | 5 000 mètres         | 13 min 22 s 56 | 8e    | NC           | NC           | 13 min 09 s 56  | 10e     |
| Aron Kifle            | 5 000 mètres         | 13 min 29 s 45 | 8e    | NC           | NC           | Éliminé         | Éliminé |
| Hiskel Tewelde        | 5 000 mètres         | 13 min 30 s 23 | 15e   | NC           | NC           | Éliminé         | Éliminé |
| Zersenay Tadesse      | 10 000 mètres        | NC             | NC    | NC           | NC           | 27 min 23 s 86  | 8e      |
| Nguse Tesfaldet       | 10 000 mètres        | NC             | NC    | NC           | NC           | 27 min 30 s 79  | 9e      |
| Goitom Kifle          | 10 000 mètres        | NC             | NC    | NC           | NC           | 28 min 15 s 99  | 24e     |
| Ghirmay Ghebreslassie | Marathon             | NC             | NC    | NC           | NC           | 2 h 11 min 04 s | 4e      |
| Amanuel Mesel         | Marathon             | NC             | NC    | NC           | NC           | 2 h 14 min 37 s | 21e     |
| Tewelde Estifanos     | Marathon             | NC             | NC    | NC           | NC           | 2 h 19 min 12 s | 60e     |
| Yemane Haileselassie  | 3 000 mètres steeple | 8 min 26 s 72  | 4e    | NC           | NC           | 8 min 40 s 68   | 11e     |

### Femmes

#### Course
| Athlètes           | Compétitions | Série | Série | Demi-finales | Demi-finales | Finale          | Finale |
| Athlètes           | Compétitions | Temps | Rang  | Temps        | Rang         | Temps           | Rang   |
| ------------------ | ------------ | ----- | ----- | ------------ | ------------ | --------------- | ------ |
| Nebiat Habtemariam | Marathon     | NC    | NC    | NC           | NC           | 2 h 45 min 21 s | 80e    |

## Cyclisme

### Cyclisme sur route
| Athlète              | Compétition            | Temps           | Rang |
| -------------------- | ---------------------- | --------------- | ---- |
| Daniel Teklehaimanot | Course en ligne hommes | 6 h 29 min 25 s | 43e  |